# Championnat d'Argentine de football 1957
Navigation
Saison précédente Saison suivante
La saison 1957 du Championnat d'Argentine de football est la 27e édition professionnelle de la première division argentine. Le championnat rassemble les 16 meilleures équipes du pays au sein d'une poule unique, où chaque club rencontre tous ses adversaires deux fois. En fin de saison, le dernier du classement sur les deux dernières saisons est relégué et remplacé par le vainqueur de la Segunda División.
C'est le club de River Plate, double champion d'Argentine en titre, qui termine en tête du championnat et remporte le 14e titre de champion d'Argentine de son histoire.

## Les 16 clubs participants
| \| Buenos Aires La Plata Rosario \| Villes représentées lors de la saison 1957 |
| Buenos Aires La Plata Rosario                                                  |

- Boca Juniors
- San Lorenzo de Almagro
- Tigre
- River Plate
- Racing Club
- Independiente
- Rosario Central
- Lanús
- Gimnasia y Esgrima (La Plata)
- Huracán
- Ferro Carril Oeste
- Vélez Sársfield
- Argentinos Juniors
- Estudiantes (La Plata)
- Newell's Old Boys (Rosario)
- Atlanta - Promu de Segunda Division

## Compétition

### Classement
Le classement est établi en utilisant le barème suivant :
- Victoire : 2 points
- Match nul : 1 point
- Défaite, forfait ou abandon : 0 point

| Rang | Équipe                        | Pts | J  | G  | N  | P  | Bp | Bc | Diff |
| ---- | ----------------------------- | --- | -- | -- | -- | -- | -- | -- | ---- |
| 1    | River Plate T                 | 46  | 30 | 19 | 8  | 3  | 75 | 34 | +41  |
| 2    | San Lorenzo de Almagro        | 38  | 30 | 15 | 8  | 7  | 66 | 42 | +24  |
| 3    | Racing Club                   | 36  | 30 | 15 | 6  | 9  | 59 | 41 | +18  |
| 4    | Boca Juniors                  | 34  | 30 | 13 | 8  | 9  | 45 | 34 | +11  |
| 5    | Vélez Sársfield               | 34  | 30 | 12 | 10 | 8  | 42 | 43 | -1   |
| 6    | Huracán                       | 33  | 30 | 14 | 5  | 11 | 46 | 39 | +7   |
| 7    | Estudiantes (La Plata)        | 33  | 30 | 12 | 9  | 9  | 46 | 50 | -4   |
| 8    | Independiente                 | 31  | 30 | 11 | 9  | 10 | 35 | 31 | +4   |
| 9    | Newell's Old Boys (Rosario)   | 31  | 30 | 11 | 9  | 10 | 38 | 39 | -1   |
| 10   | Argentinos Juniors            | 28  | 30 | 9  | 10 | 11 | 49 | 57 | -8   |
| 11   | Rosario Central               | 27  | 30 | 10 | 7  | 13 | 40 | 37 | +3   |
| 12   | Atlanta P                     | 24  | 30 | 7  | 10 | 13 | 37 | 53 | -16  |
| 13   | Tigre                         | 23  | 30 | 8  | 7  | 15 | 37 | 49 | -12  |
| 14   | Gimnasia y Esgrima (La Plata) | 23  | 30 | 8  | 7  | 15 | 37 | 62 | -25  |
| 15   | Lanús                         | 22  | 30 | 7  | 8  | 15 | 44 | 57 | -13  |
| 16   | Ferro Carril Oeste            | 17  | 30 | 6  | 5  | 19 | 33 | 61 | -28  |

|  | Champion d'Argentine 1957                         |
|  | Relégation en Segunda División                    |
|  | T : Tenant du titre P : Promu de Segunda División |

- Ferro Carril Oeste est relégué car il possède la plus mauvaise moyenne de points sur les deux dernières saisons (1956 et 1957).

## Bilan de la saison
| Tableau d'Honneur                   |             |
| Compétition                         | Vainqueur   |
| Championnat d'Argentine de football | River Plate |

| Promotions et relégations   |                           |
| Promu en Primera Division   | Central Córdoba (Rosario) |
| Relégué en Segunda Division | Ferro Carril Oeste        |